# Karl Arnstein

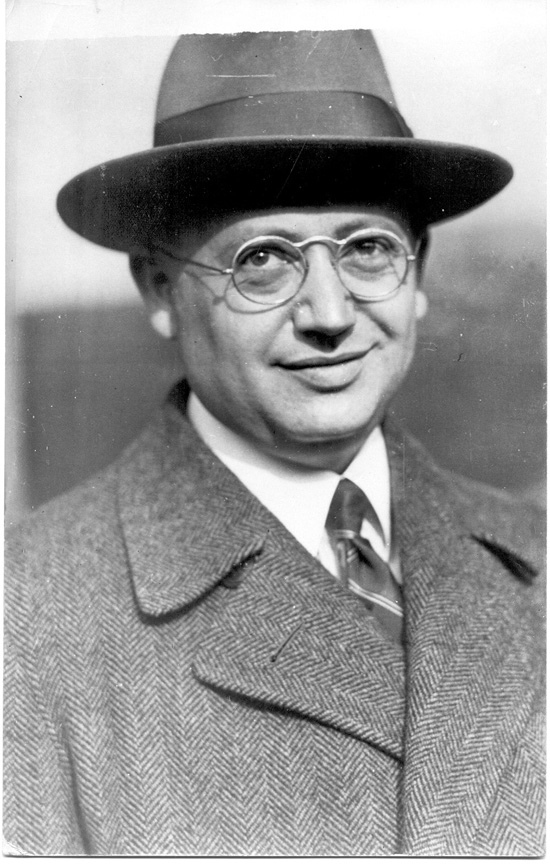
Karl Arnstein

Karl Arnstein (* 24. März 1887 in Prag, Österreich-Ungarn; † 12. Dezember 1974 in Bryan, Ohio) war einer der wichtigsten Ingenieure der Zeppelin- und Prallluftschiffkonstruktion in Deutschland und den USA.

## Werdegang
Karl Arnstein war der Sohn armer jüdischer Eltern. Er studierte an der Technischen Hochschule in Prag Ingenieurwissenschaften (Abschluss mit „summa cum laude“ 1910) und hörte gleichzeitig Vorlesungen über Mathematik, Philosophie und Pädagogik an der dortigen Deutschen Universität. 1912 wurde er mit dem Prädikat „cum laude“ zum Dr.-Ing. promoviert. Seit 1911 war er Assistent von Prof. Joseph Melan am Institut für Brückenbau der TH Prag. Hier befasste er sich mit dem Entwurf von Brücken und gewann einen Wettbewerb für die Lorrainebrücke in der schweizerischen Hauptstadt Bern. Ab 1911 wurde er Chefingenieur der Firma Eduard Züblin in Straßburg. In dieser Zeit konstruierte er das Langwieser Viadukt der Bahnstrecke Chur–Arosa; diese Brücke war damals die weitest gespannte Eisenbahnbrücke der Welt und die erste aus Stahlbeton.
Graf Zeppelin erkannte Arnsteins Fähigkeiten insbesondere auf den Gebieten Leichtbauweise und Statik und rief ihn 1915 nach Friedrichshafen, wo er Chef-Konstrukteur der Luftschiffbau Zeppelin wurde. Hier war er maßgeblich an der Entwicklung der Luftschiffe LZ 104, LZ 120 „Bodensee“ und LZ 126/ZR-3 „USS Los Angeles“ beteiligt.
Im Jahr 1924 ging Arnstein als leitender Ingenieur (und später Vice-President) zur neu gegründeten Goodyear Zeppelin Corporation nach Akron/Ohio. Dort konstruierte er – unter stetiger Verbesserung der Trägerkonstruktionen mittels Aluminium-Legierungen – die 360 m lange, 100 m breite und 60 m hohe Luftschiffhalle, die 1929 fertiggestellt wurde, sowie die Entwürfe für 230 Prall- und 80 Starrluftschiffe, darunter auch die der USS Akron und der USS Macon für die US Navy, letztere war der bisher einzige fliegende Flugzeugträger.
Von 1940 bis zur Pensionierung 1957 war Arnstein Chef der Goodyear Aircraft Corporation. Unter seiner Leitung entstanden Stratosphärenballons, Ultraleichthubschrauber, Wasserflugzeuge, 4000 Corsair-Kampfflugzeuge für die Navy, aber auch Stromlinienzüge (New Haven Comet train) und vorgefertigte Aluminium-Häuser.
Bereits 1927 wurde Arnstein Ehrendoktor der RWTH Aachen. 1930 wurde er amerikanischer Staatsbürger. Seit 1919 war er mit Bertha Marie („Bertl“) Jehle (1898–1999) verheiratet, seine Schwägerin Olga Jehle ehelichte bereits 1912 seinen Kollegen Paul Jaray, Aerodynamiker bei Luftschiffbau Zeppelin.
Das Ehepaar Arnstein hatte vier Kinder, darunter den Immunologen K. Frank Austen. Karl Arnsteins besonderes privates Interesse galt der bildenden Kunst, er war sachkundiger Sammler insbesondere von französischer Druckgraphik.